# Demetilasi istoniche

## Introduzione sulla demetilazione degli istoni
Per molto tempo si è ritenuto che la metilazione degli istoni fosse un processo irreversibile. Pochi anni fa, nel corso di esperimenti di immunoprecipitazione della cromatina e attraverso l'utilizzo di anticorpi specifici per residui di lisina o arginina metilati, è emerso che la metilazione degli istoni si riduce in particolari condizioni. Questa scoperta ha fatto ipotizzare l'esistenza di enzimi in grado di catalizzare la demetilazione degli istoni e di rendere quindi il processo di metilazione reversibile.

## Demetilasi istoniche

### La demetilasi istonica HsLSD1
Recentemente è stata identificata la prima demetilasi istonica, denominata HsLSD1 (Homo sapiens lysin-specific demethylase 1). Tale proteina è un omologo nucleare delle poliammina ossidasi ed è in grado di demetilare specificamente la lisina-4 monometilata o dimetilata dell'istone H3 attraverso una reazione ossidativa dipendente dal FAD che determina il rilascio di formaldeide.

### Le peptidilarginina deiminasi (PADs)
La proteina PAD4/PADI4 (peptidylarginine deaminase 4) è stata considerata invece come la prima demetilasi in grado di convertire dei residui di monometilarginina, presenti sugli istoni H3 e H4, in citrullina e metilammonio attraverso una reazione di deaminazione. Tale reazione in realtà differisce da una reazione canonica di demetilazione, in quanto non viene solamente rimosso un gruppo metilico ma viene generato un amminoacido modificato (la citrullina).

### Demetilasi istoniche contenenti il dominio Jumonji C
Solo negli ultimi anni è stata identificata un'ulteriore classe di demetilasi istoniche caratterizzate dalla presenza del dominio jumonji C (JmjC), che è responsabile della loro attività demetilasica. 
Tali proteine sono state denominate JHDM (jumonji histone demethylases) e demetilano residui di lisina o arginina metilati, attraverso una reazione di idrossilazione che richiede ferro e α-chetoglutarato come cofattori. A differenza della proteina HsLSD1, questi enzimi quindi possono agire anche su residui di lisina trimetilati e su residui di arginina metilati.